# سی/۲۰۰۹ آر ۱
سی/۲۰۰۹ آر ۱ که یکی از بیش از پنجاه دنباله‌داری است که با نام دنباله‌دار مکنات شناخته می‌شوند، دنباله‌داری غیر دوره‌ای است که در روز نهم سپتامبر ۲۰۰۹ (برابر با هجدهم شهریور ۱۳۸۸) توسط اخترشناس مشهور بریتانیایی - استرالیایی، رابرت مکنات، به‌وسیلهٔ تلسکوپ اشمیت جنوبی اوپسالا در رصدخانهٔ سایدینگ‌اسپرینگ، واقع در نیو ساوث ولز استرالیا کشف شد. درستی این کشف در همان روز با بررسی‌هایی که در رصدخانه ایستگاه زمینی نوری در تنریفه صورت‌گرفت، تأیید شد. پس از کشف، در نخستین عکس‌هایی که در ۲۰ ژوئیه، ۱ اوت، و ۱۸ اوت از محدودهٔ دنباله‌دار گرفته شدند، دنباله‌دار یافت نشد. مشاهداتی که از این دنباله‌دار انجام‌شده‌اند، نشان می‌دهند که این واپسین عبور دنباله‌دار مذکور از منظومهٔ شمسی است و به احتمال قریب به یقین سی ۲۰۰۹/آر ۱ دیگر هرگز به منظومهٔ شمسی باز نخواهد گشت. 

## مشاهده
در اوایل ژوئن ۲۰۱۰، دنباله‌دار مکنات در مرز دو صورت‌فلکی آندرومدا و برساوش با استفاده از دوربین‌های دوچشمی به‌آسانی قابل مشاهده بود، و در ۸ ژوئن امکان مشاهدهٔ این دنباله‌دار با چشم غیر مسلح در آسمان تاریک با مقدار اندکی آلودگی نوری وجود داشت. اخترشناسان پیش‌بینی کردند که این دنباله‌دار روشن‌تر خواهد شد، به گونه‌ای که در اواسط یا اواخر ماه ژوئن، یعنی زمانی که در میان دو صورت فلکی ارابه‌ران و جوزا قرار دارد، در نیم‌کرهٔ شمالی با چشم غیر مسلح به طور گسترده قابل مشاهده خواهد بود، چرا که ماه نو در دوازدهم ژوئن آسمانی تاریک و پرستاره را فراهم خواهد آورد، بنابراین از روز یازدهم تا روز سیزدهم ژوئن بهترین فرصت برای رصد این دنباله‌دار خواهد بود.

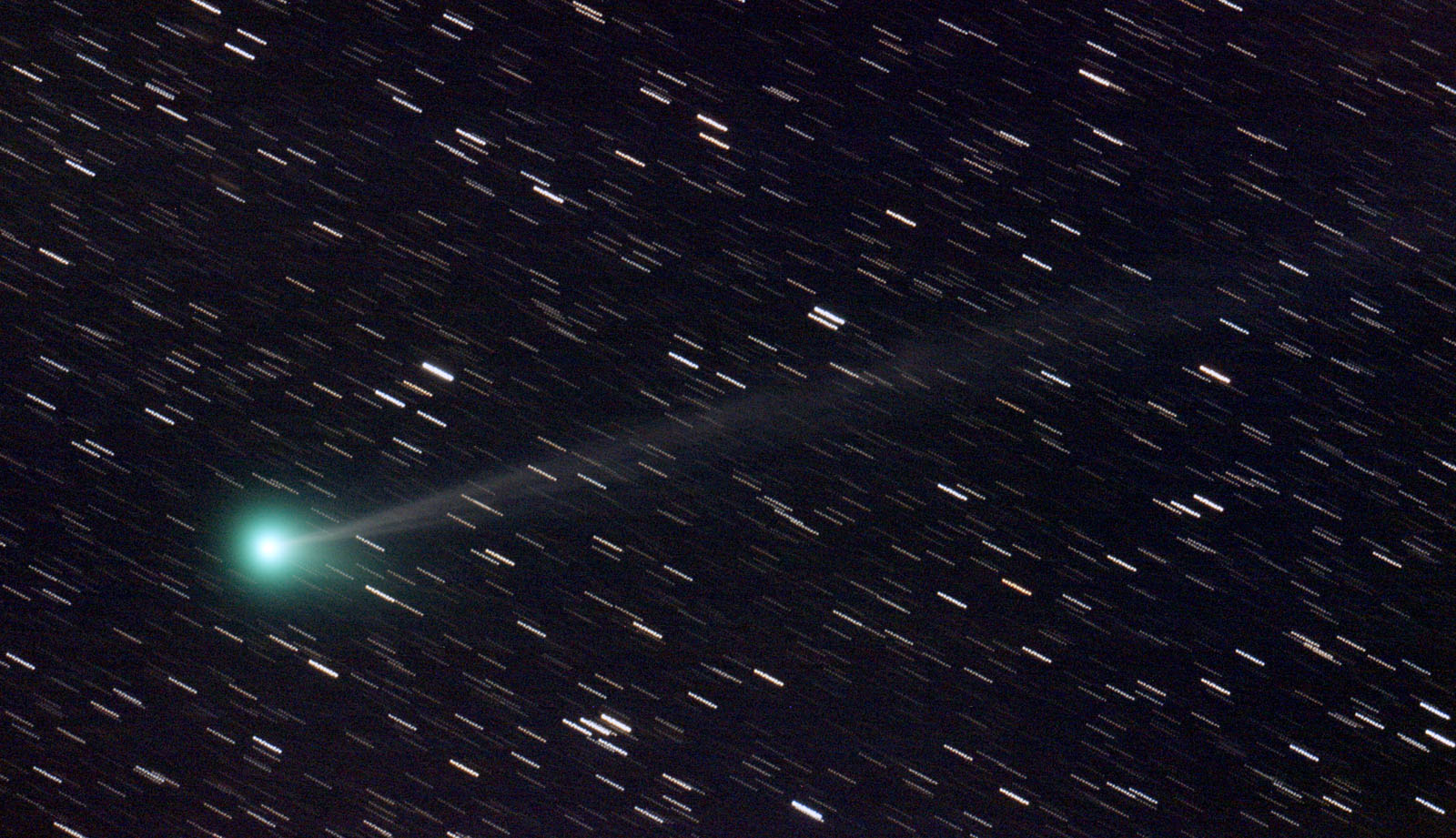
نمایی از دنباله‌دار «سی/۲۰۰۹ آر ۱» - ژوئن ۲۰۱۰

پیش‌بینی میزان روشنایی دنباله‌دارها کار مشکلی است، به‌خصوص اگر مانند این مورد نخستین ظهور آن دنباله‌دار باشد. دنباله‌دار سی/۲۰۰۹ آر ۱ تاکنون پرنورتر از آن‌چه پیش‌بینی شده‌بود، ظاهر شده‌است. پیش‌بینی می‌شود که این دنباله‌دار در بازهٔ زمانی بین سی‌ام ژوئن و دوم ژوئیه، در بیشینهٔ روشنایی خود به قدر حدود ۲ برسد. مکنات در روز ۲ ژوئیه به حضیض خورشیدی خود خواهد رسید. نزدیک‌شدن آن به خورشید برای رصد آسان آن مشکل‌ساز خواهد شد. از این‌رو پس از عبور این جرم از حضیض خورشیدی، رصد آن تنها پیش از طلوع و پس از غروب آن امکان‌پذیر خواهد بود.